# Швабе, Йоахим Готлиб
Йоахим Готлиб Швабе (нем. Joachim Gottlieb Schwabe, 11 ноября 1754, Козе — 21 января 1800, Кадрина) — немецко-балтийский пастор и писатель.
Йоахим Готлиб Швабе родился в семье пастора в Эстонии. После обучения в гимназии в городах Нарва и Таллин (Ревель) он с 1774 по 1778 гг. учился в Йенском университете. После этого он служил теологом: в 1780—1783 гг. в Нисси, в 1783—1796 гг. в Лихуле и с 1796—1800 гг. в Кадрине.

## Эстофил
Швабе боролся за улучшение образования эстонских крестьян. Известность он приобрёл как поэт, пишущий на эстонском языке, и автор календарей. В 1795—1797 и 1799 гг. он был редактором влиятельного календаря «Eesti-Ma Rahwa Kalender». Три стихотворения Швабе: Laul (1795), Lapse uinutamisse Laul (1796) и Kewwade laulda (1797) были очень популярными. Последние из них возможно первые изданные стихи на эстонском языке.
В 1832 г. Генрих Розенплентер переиздал стихотворение Laul, на этот раз с немецким названием Der zufriedene Bauer (Довольный крестьянин). Посмертно издавались стихи Швабе Eestimaa tallomehhe laul, в которых он критикует угнетение местного сельского населения.